# Davfs2
В компьютерной сети davfs2 служит инструментом для операционной системы Линукс при подключении к хранилищам WebDAV, как если бы они были локальными дисками. Davfs2 является файловой системой с  открытым исходным кодом, лицензированным под GPL, предназначенной для монтирования WebDAV-серверов. Для взаимодействия с ядром davfs2 может использовать либо API файловой системы FUSE, либо протокол сетевой файловой системы Coda поверх сокетов (поддержка прекращена с версии 1.6.0). Davfs2 использует библиотеку neon для взаимодействия с WebDAV веб-сервером.

## Приложения
Davfs2, например, используется с веб-сервером Apache и с 11 января 2022 года системой управления версиями Git вместо Subversion.

## Внешние ссылки
- Проект Саванна (текущий хостинг)
- Проект sourceforge (старый ресурс)